# Kurgan

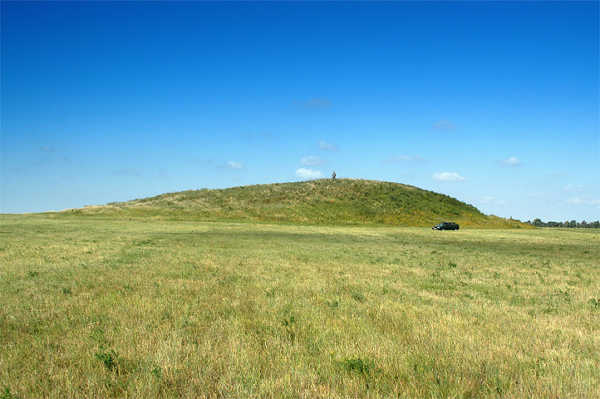
Kurgan sarmata, IV secolo a.C., Fillipovka, in Russia

Un kurgan (in russo курган?; in ucraino курган?, kurhan) è un tipo di tumulo costruito sopra una tomba, spesso caratterizzato dal contenere un singolo corpo umano insieme a vasi tombali, armi e cavalli. Originariamente in uso nella steppa pontico-caspica, si diffusero in gran parte dell'Asia centrale e dell'Europa orientale, sudorientale, occidentale e settentrionale durante il 3° millennio a.C. I kurgan furono costruiti nell'Eneolitico, nell'età del bronzo, del ferro, nell'antichità e nel Medioevo, con antiche tradizioni ancora attive nella Siberia meridionale e nell'Asia centrale. I primi kurgan risalgono al IV millennio a.C. nel Caucaso.
Secondo la cosiddetta ipotesi kurganica, i popoli che costruivano i kurgan, noti collettivamente come la cultura kurgan, sono da identificarsi con i protoindoeuropei che, migrando in Asia centrale e Europa, diedero origine ai vari popoli indoeuropei.

## Etimologia
Secondo il dizionario etimologico della lingua ucraina la parola "kurgan" è presa direttamente in prestito dalla lingua "polovtsiana" (kipchak, parte delle lingue turche) e significa: fortezza, terrapieno, fortezza, tomba alta. Il vocabolo ha due possibili etimologie, o dalla radice turca antica qori- "chiudere, bloccare, custodire, proteggere", oppure qur- "costruire, erigere, arredare". Secondo Vasily Radlov potrebbe essere un affine a qorγan, che significa "fortificazione, fortezza o castello".
Il sostantivo russo, già attestato in antico slavo orientale, deriva da una lingua turca non identificata. I Kurgan sono cumuli di terra e pietre sollevati sopra una o più tombe. Resa popolare dal suo uso nell'archeologia sovietica, la parola è ora ampiamente usata per indicare tumuli nel contesto dell'archeologia dell'Europa orientale e dell'Asia centrale.

## Storia
I primi kurgan conosciuti, siti nell'Europa orientale, risalgono al V millennio a.C. I kurgan furono usati nelle steppe ucraine e russe, il loro uso si diffuse con la migrazione nell'Europa meridionale, centrale e settentrionale nel III millennio a.C.

Successivamente, i tumuli Kurgan divennero caratteristici dei popoli dell'età del bronzo e sono stati trovati in Mongolia, Kazakistan, Caucaso, Russia, Ucraina, Bielorussia, Romania e Bulgaria.

## Ipotesi kurganica

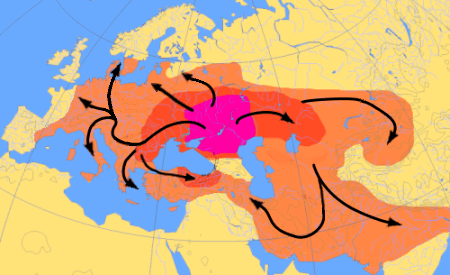
Espansione dei popoli indoeuropei

L'ipotesi kurganica' è una teoria linguistica e archeologica che cerca di descrivere la diffusione delle lingue indoeuropee in Eurasia a partire da una patria originaria (Urheimat) individuata nelle steppe comprese tra Mar Nero e Caucaso (steppa pontico-caspica). Il termine deriva dalla parola russa kurgan (курга́н) che indica tumuli funebri.
Proposta per la prima volta, nelle sue linee generali, da Otto Schrader negli ultimi anni del XIX secolo, l'ipotesi dell'indoeuropeizzazione a partire dalle steppe venne in seguito ripresa da Vere Gordon Childe nel 1926 nel suo libro The Aryans e fu successivamente perfezionata da Marija Gimbutas nel secondo dopoguerra (1956).
Alla Gimbutas, in particolare, va ascritta l'identificazione del processo di indoeuropeizzazione con quello della diffusione della cultura kurgan, da lei approfonditamente studiata in numerosi saggi, raccolti nel 1997 nel volume postumo The Kurgan Culture and the Indo-Europeanization of Europe: Selected Articles from 1952 to 1993. Nel 1989 le teorie della Gimbutas sono state riviste e aggiornate in base alle nuove scoperte archeologiche da vari studiosi tra cui James Patrick Mallory.

## Influenza culturale
La tradizione delle sepolture kurgan è stata adottata da alcuni popoli vicini che non avevano tale tradizione. Vari re e capi traci furono sepolti in elaborate tombe a tumulo trovate nella moderna Bulgaria; Filippo II di Macedonia, padre di Alessandro Magno, fu sepolto in un kurgan nell'attuale Grecia; e Mida, re dell'antica Frigia, fu sepolto in un kurgan vicino alla sua antica capitale di Gordio.

## Struttura
I tumuli funerari sono strutture architettoniche complesse con camere interne. All'interno della camera funeraria nel cuore del kurgan, gli individui d'élite venivano sepolti con corredi funerari e offerte sacrificali, a volte inclusi cavalli e carri. 
Elementi comuni o caratteristiche tipiche nella costruzione dei monumenti, riferiti a diversi siti e diverse epoche storiche sono:
- camere funerarie
- tombe
- costruzioni di superficie e sotterranee di diverse configurazioni
- un cumulo di terra o di pietra, con o senza ingresso
- rituali e altri elementi funerari
- la presenza di un altare nella camera
- recinzione di pietra
- fossato
- muratura

Le differenze nella combinazione di questi elementi è utilizzata per individuare specifiche culture Kurgan, associate a determinati ambiti territoriali.

## Siti archeologici
Di seguito sono riportati alcuni siti archeologici indagati:
- Ipatovo kurgan in Russia;
- Majkop kurgan in Russia;
- Kostromskaya kurgan in Russia;
- Issyk kurgan in Kazakhstan;
- Solokha kurgan in Ucraina;
- Håga mound kurgan in Svezia;
- Noin-Ula kurgan in Mongolia;
- Krakus kurgan in Polonia;